# Paradorodocia albosetosus
Paradorodocia albosetosus är en skalbaggsart som beskrevs av Waterhouse 1878. Paradorodocia albosetosus ingår i släktet Paradorodocia och familjen Rutelidae. Inga underarter finns listade i Catalogue of Life.